# Vlagyimir Grigorjevics Suhov
Vlagyimir Grigorjevics Suhov (oroszul: Владимир Григорьевич Шухов; Grajvoron, 1853. augusztus 28. – Moszkva, 1939. február 2.) orosz polihisztor: mérnök, építész és tudós, úttörő az újfajta mérnöki szerkezetek kifejlesztésében. Nevéhez köthetők a világ első hiperboloid szerkezetei, héjszerkezeteket, ponyvaszerkezeteket, rácsos héjakat, olajtartályokat, csővezetékeket, kazánokat, hajókat és bárkákat tervezett.